# Neorautanenia ficifolia
Neorautanenia ficifolia är en ärtväxtart som först beskrevs av George Bentham, och fick sitt nu gällande namn av Christo Albertyn Smith. Neorautanenia ficifolia ingår i släktet Neorautanenia och familjen ärtväxter. Inga underarter finns listade i Catalogue of Life.